# 二十二年式村田步槍
二十二年式村田步槍（日語：二十二年式村田連発銃）是大日本帝國於1889年（明治22年），由村田經芳（日语：設計，改良自十八年式村田銃。

## 發展歷史
1880年（明治十三年）由薩摩藩（鹿兒島縣）藩士出身帝國陸軍槍械火砲專家村田經芳，以法國格拉斯步槍(將紙殼定裝彈的夏塞波步槍改裝成使用黃銅彈殼中間底火子彈）和德國毛瑟1871型步槍為藍本設計出明治十三年式村田步槍（11 x 60R mm）。也是日本明治維新後第一種國產制式槍械。後續改良衍生型有明治十六年式（1883年）、明治十八年式（1885年）等槍型。
為了研究當時歐洲各國開始採用的連發式軍用步槍，村田經芳於1889年（明治22年）再次赴歐。

## 設計

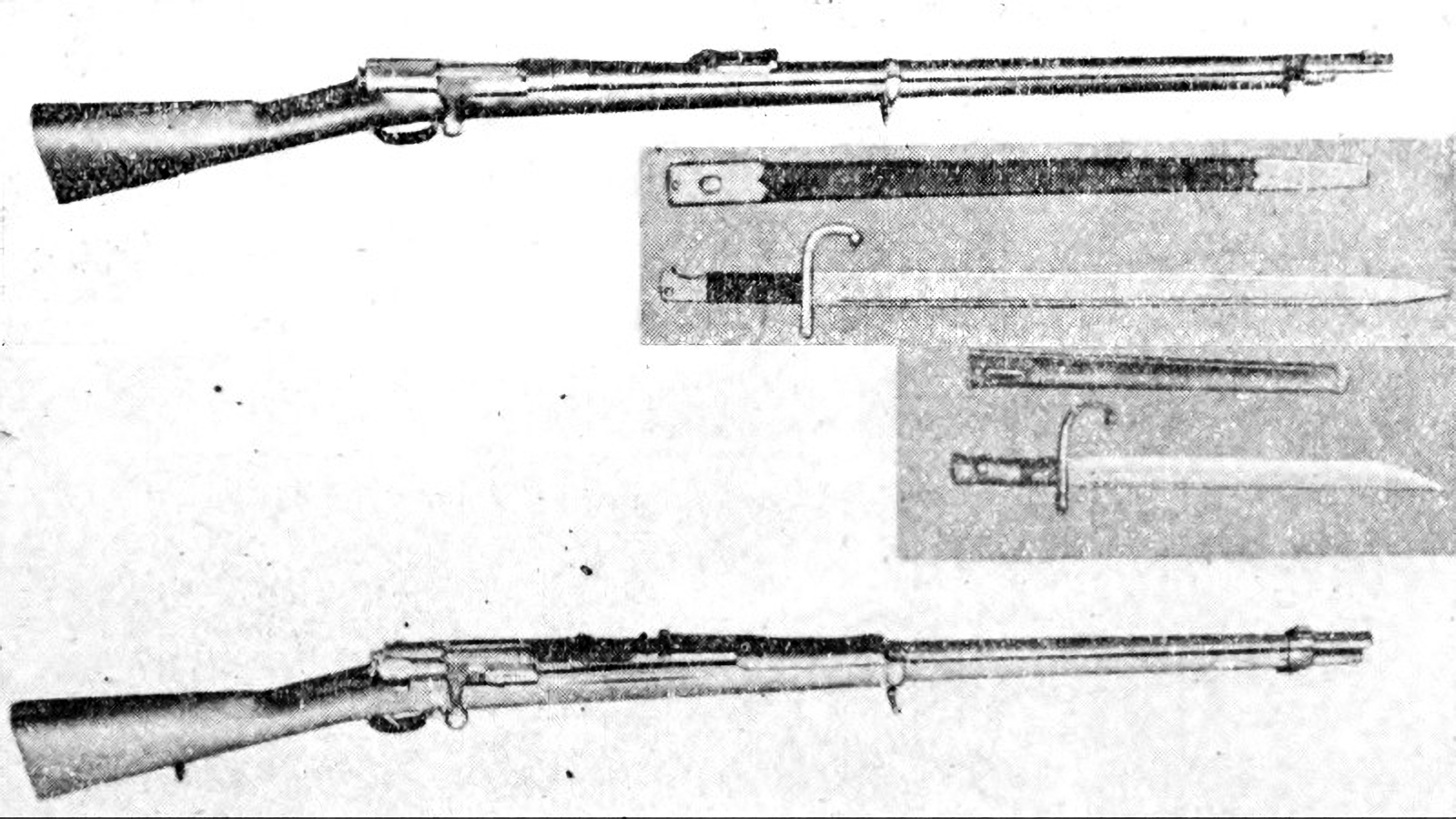
上為十三年式村田銃，中為兩款刺刀，下為二十二年式村田連發銃

### 管狀彈倉
此槍主要特色採用當時流行的管狀彈倉設計與德國毛瑟1871型步槍相同，在槍身下部的管狀彈倉可容納8發圓頭彈前細後粗縱向排列，必需使用圓頭彈，不然會造成彈倉縱向排列子彈，前彈的底火被後彈的彈尖撞擊導致槍枝走火。同時由於管狀彈倉向槍口方向延伸，所以每發射一次槍身重心就會改變，平衡也會發生變化，造成射擊精度不佳，這成為村田連發槍服役壽期短促的原因之一。
此槍的管狀彈倉裝彈不像泵動式散彈槍那般在槍身下有個開口可隨時補充子彈，必須拉開槍機，一發發地填入，壓下托彈板並推子彈向管狀彈倉方向，彈倉靠槍口處有彈簧把子彈往膛室推，當推槍機上膛時，托彈板會下沉，彈倉內子彈會移向托彈板，槍機後拉退殼時，托彈板上揚新子彈彈頭朝向膛室。這種填裝設計不能在射擊時補充彈藥，除非全部打完子彈，且裝填費時，不似往後推出以橋夾一次五發填入內藏式彈倉的方便可靠。

### 彈藥
該槍改用無煙火藥發射藥取代黑色火藥，口徑為8x53Rmm圓頭彈，雖更換發射藥使該槍槍口初速較前款十八年式村田銃高，圓頭彈的空氣阻力引起彈道特性的惡化，使射擊命中率劣化，都是採用圓頭彈的通病。當時相關業者對於彈道學、空氣流力的研究尚未萌芽起步，只能等到毛瑟步槍帶頭改用尖頭彈後才能改善，不能改用尖頭彈，這是二十二年式村田步槍服役壽期只有8年的原因。。。

### 其它設計
由於採用管狀彈倉，槍管下槍身沒有空間容納通槍條（清理槍管的工具，早期步槍都是不能分節拆解，半自步動步槍出現後，出現分節拆解收容於槍托內），因此通槍條被收納在槍托內（只配發一支，長度不及槍管長度），保養槍枝時，士兵要各取通槍條出來連接進行清潔槍管工作。
擊發彈簧由V型彈簧（日语：松葉バネ）變更為圈型彈簧，彈簧也小型化。
村田二十二年式刺刀：身長37公分，刃長28公分。刺刀刀面有單刃刀形，和雙刃劍形兩種款式，刺刀插座形式不同不能通用

## 衍生槍型
二十二年式村田連發騎兵槍（日语：二十二年式村田連発騎銃），槍身長度修改為500公釐，全長為960公釐，彈倉容量為5發，因騎兵配發馬刀 ，所以沒有安裝刺刀座及配發刺刀，跟十八年式村田騎銃相同配置。

## 服役歷史
二十二年式村田步槍首次實戰登場是1894年（明治27年）甲午戰爭，當時最後動員的近衛師團和第四師團也配發此槍，但是參戰時，朝鮮半島陸地戰爭已經結束，沒有使用機會。
1897年（明治三十年）三十年式歩兵銃開始服役，二十二年式村田步槍開始逐漸退出現役軍隊，日軍在乙未戰爭和義和團運動時，還是多數使用此槍款，後來轉為後備役軍隊武器或後備物資。
在日俄戰爭中，後備役步兵、工兵部隊和參加奉天會戰的不少後備役步兵還裝備著舊式二十二年式村田步槍。
在三十年式歩兵銃服役後，以處理後備物資當成二手武器轉售日本國外，主要客戶是中國。現今日本及國外由於戰亂及年代久遠關係，現存槍枝和刺刀都極少現世，如果槍枝狀況良好，在美國可以高價交易。

## 備註
1. ↑  youtobe 查詢「 Model 71/84 Rifle: ASP Go」觀看毛瑟71步槍彈倉操作影片
2. ↑  在1903年4月3日，1888年服役的8公釐 M/88圓頭彈被新型的7.92×57公釐型毛瑟彈（S藥筒）(S Patrone)取代，這是一款尖頭彈

## 流行文化

### 電子遊戲
- 2022年—《應徵入伍》：日軍金券武器。

## 外部連結
- 日本之武器兵器 > 軍用銃 > 小銃（页面存档备份，存于）（小銃：步槍）